# Purgstall (Herrschaft)
Die Herrschaft Purgstall war eine Grundherrschaft im Viertel ober dem Wienerwald im Erzherzogtum Österreich unter der Enns, dem heutigen Niederösterreich.

## Ausdehnung
Die mit den Ämtern Oberscheibbs und Niederscheibbs versehene Herrschaft umfasste zuletzt die Ortsobrigkeit über Purgstall, Rutten, Ameishaufen, Berg unter Edlbach, Erb, Feichsen, Galtbrunn, Gaisberg, Haag, Harmersdorf, Hochrieß, Höfl, Koth, Kroißenberg, Mayerhof, Nottendorf, Oed, Petzelsdorf, Reichensau, Rogatsboden, Safen, Schauboden, Obersöllingerwald, Untersöllingerwald, Stock, Weigstadt, Weinberg und Zehnbach. Der Sitz der Verwaltung befand sich im Schloss Purgstall.

## Geschichte
Letzter Inhaber der teils als Allod und teils als Lehen gehaltenen Herrschaft war der k.k. Kämmerer Karl Graf von Auersperg (1783–1859), der die Herrschaft infolge der Reformen 1848/1849 auflöste.